# Pneumatopteris versteeghii
Pneumatopteris versteeghii är en kärrbräkenväxtart som beskrevs av Holtt. Pneumatopteris versteeghii ingår i släktet Pneumatopteris och familjen Thelypteridaceae. Inga underarter finns listade.